# Stefan Pokorny (Footballtrainer)
Stefan Pokorny (* 14. Oktober 1986) ist ein österreichischer American-Football-Trainer und ehemaliger -Spieler. Zuletzt war er Head Coach der Milano Seamen in der European League of Football.

## Leben
Pokorny kam 2000 als Nachwuchsspieler zu den Danube Dragons. Ab 2003 spielte er im AFL-Team der Dragons. Von 2005 bis 2018 arbeitete er in verschiedenen Positionen im Trainingsstab des Nachwuchsprogramms der Dragons, unter anderem auch als Head Coach. 2013 wurde er Defensive Coordinator des AFL-Teams und 2016 dessen Head Coach. 2018 wurde er als Head Coach des Jahres der AFL ausgezeichnet.
Pokorny war von 2012 bis 2018 auch Back Office Manager der Dragons. Von 2018 bis 2020 arbeitete er für die Vienna Capitals, zuletzt zuständig für Merchandising.
Von 2012 bis 2016 war Pokorny im Trainingerstab des österreichischen Junioren-Nationalmannschaft, von 2013 bis 2019 auch in der Herren-Nationalmannschaft. Mit den Junioren gewann er 2013 und 2015 Europameister, mit den Herren 2014 und 2018 Vizeeuropameister.
2021 wechselte Pokorny als Head Coach zu den Milano Seamen. Mit den Seamen zog er 2022 in den Italian Bowl ein, unterlag jedoch den Guelfi Firenze. Zur Saison 2023 wechselten die Seamen in die European League of Football. Nachdem sie nur zwei von zwölf Spielen gewannen und Letzte der Conference wurden, gab Pokorny seinen Rücktritt als Head Coach der Seamen bekannt.